# Shannyn Sossamon
Shannyn Sossamon (Honolulu (Hawaï), 3 oktober 1979) is een Amerikaans actrice.
Shannon Marie Kahoolani Sossamon werd geboren in Honolulu, Hawaï, maar groeide op in Reno, Nevada. Na haar hogere opleiding te hebben afgerond verhuisde ze naar Los Angeles, waar ze een danscarrière begon. Ze speelde in enige televisiereclames en werkte samen met dj's in lokale disco's.
In 1999 werd Sossamon ontdekt door Francine Maisler, waarna haar acteercarrière op gang kwam. Haar eerste rol in de filmwereld was een hoofdrol in A Knight's Tale.
Ze speelde ook in diverse videoclips onder andere in Mick Jagger - God Gave Me Everything, en Cher - Strong Enough.
Sossamon kreeg in 2003 een zoon en in 2012 een tweede.

## Filmografie
- 2022: There Are No Saints
- 2015: Sinister 2
- 2011: The Day
- 2009: Life Is Hot in Cracktown
- 2009: The Heavy
- 2008: One Missed Call
- 2007: Catacombs
- 2006: Wristcutters: A Love Story
- 2006: The Holiday
- 2005: I Hate You
- 2005: Chasing Ghosts
- 2005: Kiss Kiss Bang Bang
- 2005: Devour
- 2005: Undiscovered
- 2003: Wholey Moses
- 2003: The Order
- 2002: 40 Days and 40 Nights
- 2002: The Rules of Attraction
- 2001: A Knight's Tale

## Televisie
- 2007: Dirt ... Kira Klay
- 2007-2008: Moonlight ... Coraline Duvall/Morgan
- 2015 - ...: Wayward Pines ... Theresa Burke

- Biblioteca Nacional de España: XX1628366
- Bibliothèque nationale de France: cb14511870d (data)
- International Standard Name Identifier: 0000 0001 1616 2408
- Library of Congress Control Number: no2003054880
- MusicBrainz: a6eed316-0584-4749-af2e-e8eca4dd9e34
- Nationale Bibliotheek van Tsjechië: xx0205068
- Nationale Bibliotheek van Polen: a0000002009180
- Nederlandse Thesaurus van Auteursnamen: 315644788
- Système universitaire de documentation: 070863326
- Virtual International Authority File: 32229824
- WorldCat: E39PBJm4TPtftRHmm3ddGKhCQq